# 杉山みどり
杉山 みどり（すぎやま みどり、1962年2月2日 - ）は、愛知県名古屋市出身の女優。本名・旧芸名は岡本 広美。身長164cm。体重48kg。血液型はO型。椙山女学園高等学校（現：椙山女学園中学校・高等学校）卒。おふぃす庵所属。以前は劇団創造、劇団一跡二跳に所属していた。

## 出演

### 映画
- 信長ばか（1990年） - 松原先生 役
- グッバイ・ママ（1991年）
- 修羅の伝説（1992年）
- ナニジン

### テレビドラマ
- ふたりぼっち（1974年 - 1975年）※デビュー作
- さわやか3組（1987年）
- 春日局（1989年）
- 街 PARTIII（1991年）
- 冬の旅 ベルリン物語（1991年）
- 殺人回廊（1992年）
- 松本清張スペシャル・状況曲線（1994年）
- 八代将軍吉宗 第27話「中間管理職」（1995年）
- ウルトラマンティガ 第19話「GUTSよ宙（そら）へ・前編」（1997年） - 目撃者 役
- 九門法律相談所 第9作「沈黙の裁き」（1999年）
- 救命病棟24時 第1シリーズ 第7話「復活…そして覚醒」（1999年）
- はみだし刑事情熱系 PART4 第21話「ネット殺人を暴け!! 真実と嘘のセクハラ」（2000年）
- 御宿かわせみ 第一章 第8話（2003年）
- 警察署長・たそがれ正治郎 第3作「隅田川殺人模様」（2006年）
- 堀部安兵衛 第2話（2007年）
- 信濃のコロンボ事件ファイル 第14作「死あわせなカップル」（2007年）
- 陽炎の辻〜居眠り磐音 江戸双紙〜（2007年）
- ヤメ刑探偵 加賀美塔子 第1作「復讐の歯車」（2011年）
- 相棒 season12 第3話「原因菌」（2013年10月30日） - 会田清美 役
- ヤメ検の女 第5作「元検事の弁護士VSストーカー殺人!?」（2014年）

### Vシネマ
- ジャック パチスロ闇の帝王（1993年）
- 仁義9 死神の復讐戦争（1996年）
- 武闘の帝王

### 舞台
- 会津士魂
- 醜形恐怖。
- 花咲かじいさん

### CM
- サークルK
- 総理府
- 天神屋